# 東京都六市競艇事業組合
東京都六市競艇事業組合（とうきょうとろくしきょうていじぎょうくみあい）は、東京都に存在する一部事務組合である。

## 概要
江戸川競艇場の競艇施行に関する事務を共同処理するために設置されている。構成団体は八王子市、武蔵野市、昭島市、調布市、町田市および小金井市であり、組合管理者は、構成6市の市長による互選をする。2007年1月現在、組合管理者は昭島市長が務めている。
組合の事務所は東京都江戸川区東小松川3丁目1番1号、江戸川競艇場内。

## 歴史
- 1966年4月7日 - 「東京都十市競艇事業組合」として設立。構成団体は八王子市、武蔵野市、昭島市、調布市、町田市、小金井市、小平市、日野市、東村山市及び国分寺市。
- 1966年6月30日 - 東京都十市競艇事業組合営江戸川競艇を初開催。
- 1967年4月6日 - 多摩川競艇場の競艇施行者として小平市、日野市、東村山市及び国分寺市が「東京都四市競艇事業組合」を設立することとなったため、東京都十市競艇事業組合を脱退。これに伴い組合名称を「東京都六市競艇事業組合」と変更する。
- 1988年3月12日 - 参事である組合職員が、1983年12月に的中舟券の不正発券を行い、不正な払い戻しを受けたとして業務上横領罪で逮捕される。[1]この事件により、1988年3月から5月までの間、組合は競艇の施行を自粛する措置をとった。